# Ezel van Buridan

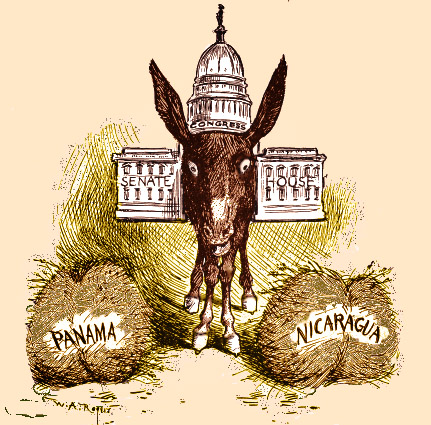
Amerikaanse politieke cartoon van rond 1900, waarin het Congres afgebeeld wordt als een ezel van Buridan. Het gaat om de beslissing een kanaal door Nicaragua of Panama aan te leggen.

De ezel van Buridan is een denkbeeldige, volstrekt rationele ezel die precies in het midden tussen twee even aantrekkelijke schelven hooi wordt geplaatst. De ezel, die geen rationele grond heeft om tussen de twee schelven te kiezen, zal doordat hij niet kan kiezen verhongeren, waarmee een paradox in de rationaliteit aangetoond is: deze leidt ogenschijnlijk niet tot het optimale resultaat voor de ezel. De ezel van Buridan is het tegenovergestelde van de Vork van Morton.
Dit gedachte-experiment is genoemd naar de middeleeuwse scholastische filosoof Johannes Buridanus, die er echter niet de uitvinder van is; Aristoteles beschrijft in De Caelo II, 13, een soortgelijke situatie. Buridan noemt de ezel niet; dat beeld is van critici van Buridan. Buridan gebruikt het beeld om zijn theorie te illustreren dat bij een morele keuze de keus moet vallen op het alternatief met de beste gevolgen.
Catch-22 ·
Chicken game ·
Cognitieve dissonantie · 
Dubbele binding · 
Ezel van Buridan · 
Hobson-keuze · 
Prisoner's dilemma ·
Vals dilemma · 
Vork van Morton